# Helga Radener-Blaschke

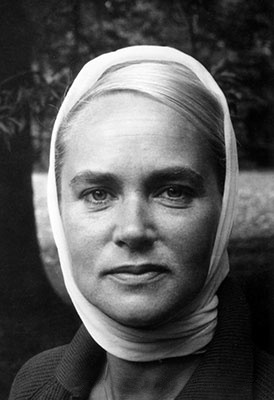
Helga Radener-Blaschke, 1961

Helga Radener-Blaschke (* 4. Februar 1922 in Plettenberg/Sauerland; † 25. März 2015 in Düsseldorf) war eine deutsche Malerin, Illustratorin sowie Grafikerin und erarbeitete zahlreiche Kunst-am-Bau-Projekte für den öffentlichen Raum. Sie wurde als erstes ordentliches weibliches Mitglied im Jahre 1977 in den Künstlerverein Malkasten aufgenommen.

## Leben
Geboren als Helga Blaschke war sie das jüngste von drei Kindern des Architekten Julius Blaschke, BDA (1882–1971) und seiner Frau, der Kunstlehrerin Beata Blaschke-Fontaine (1886–1953). Ihr ältester Bruder Franz-Josef Blaschke (1916–1984) war ebenfalls Künstler und bekannt als Porträtist, Bildhauer und Kunstschnitzer.
Nach dem Studium zur Grundschullehrerin entschied sich Radener-Blaschke, ab 1947 die Kölner Werkschulen unter Leitung von August Hoff zu besuchen. Es folgte ab 1949 die Aufnahme des Studiums für Textilkunst an der Höheren Fachschule für Textile Flächenkunst/Textilingenieurschule in Krefeld (heute: Hochschule Niederrhein). Bei Georg Muche absolvierte sie 1951 die Meisterklasse für Modezeichnung mit Auszeichnung.
Im Jahr 1950 heiratete sie den ehemaligen Jagdflieger Waldemar H. Radener, mit dem sie zwei Kinder hatte. 1953 kam der Grafiker und Werbedesigner Harald Radener und 1955 die Schauspielerin Bettina Radener zur Welt. Im Januar 1957 verunglückte ihr Mann, der kurz zuvor in die neu gegründete Bundeswehr eingetreten war, bei einem Übungsflug tödlich.
Noch während des Textilstudiums begann Helga Radener Blaschke sich der Malerei zuzuwenden und professionalisierte ihre künstlerische Laufbahn ab 1952 durch ein Studium an der Düsseldorfer Kunstakademie bei Ferdinand Macketanz. Früh entstanden Künstlerfreundschaften zu Karl Fred Dahmen, Anton Räderscheidt, Hans Rolf Maria Koller und Albert Fürst, der selbst eine Rede zur Eröffnung der Ausstellung Helga Radener-Blaschke am 10. Oktober 1970 in der  Orangerie des Schlosses Benrath mit folgenden Worten schloss:

„...können wir der Malerin Glück wünschen zu einer so kontinuierlichen, ehrlichen, sauberen, klaren und hellen Bildform, die nichts kennt von Trübsinn, Verzweiflung, sondern im besten Sinne ‚Verführung zum Leben‘.“

## Schaffen

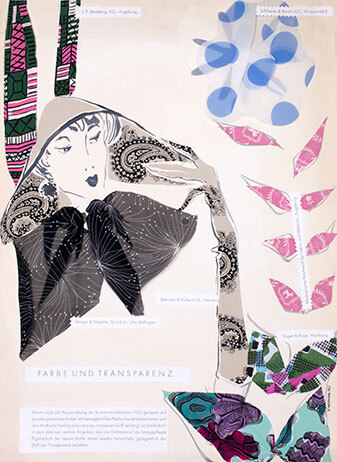
Modegrafik, frühe 50er-Jahre, Collage/Mischtechnik auf Papier, 43,0 × 61,3 cm

### Anfänge
Zunächst erstellte Helga Radener-Blaschke als Illustratorin Anfang der 50er-Jahre zahlreiche Grafiken für Modezeitschriften. Parallel entstanden Aquarelle, Collagen und Zeichnungen, die sich bereits – trotz der Motive aus Mode und Design – stark in eine künstlerische Richtung entwickelten. Die Künstlerin interessierten Farben, Muster Ornamentik und Materialität der Stoffe, die sie in ihre Werke poetisch einfügte. Mit Beginn des Studiums an der Düsseldorfer Kunstakademie entfernte sie sich zunächst von der gegenständlichen Kunst und experimentierte im Bereich des Informel.
Beeinflusst durch den Abstrakten Expressionismus und das deutsche Informel entstanden einige Werke mit freier Pinselführung und tachistischem Farbauftrag, die keiner Ordnung unterliegen. Schon bald führte sie jedoch der Weg zurück zur figurativen, gegenständlichen Malerei und Gefäße, Pflanzen sowie Formen wurden in den zunächst abstrakt anmutenden Werken sichtbar.

### Studium

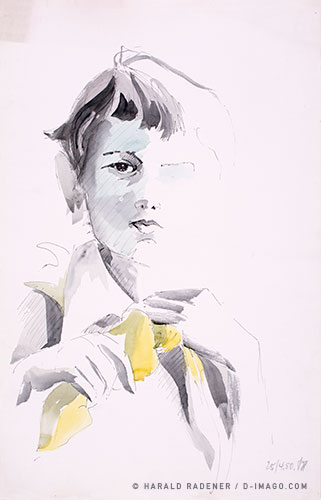
Studienzeichnung, 1950, Tusche/Aquarell auf Papier, 32,4 × 50,4 cm

Das Studium bei Ferdinand Macketanz führte Radener-Blaschke zu klassischen Genres wie dem Stillleben und der Porträtmalerei. Die Auseinandersetzung mit der Darstellung von Gefäßen und Obstarrangements trat in den Vordergrund des künstlerischen Schaffens. Der realistischen Perspektive entfremdet, konzentrierte sich die Künstlerin auf die Farbe und Fläche der Objekte, wobei Plastizität und Räumlichkeit nur wenig berücksichtigt werden. Die Form des Objektes bestimmt die Fläche der monochromen Farbe. Farbnuancen und Lichtreflexe werden negiert. Zunehmend wird der helle Hintergrund durch Farbflächen ersetzt, mit denen die Formen und Objekte zu verschmelzen scheinen. Parallel zu den Stillleben entstanden aus Leidenschaft für die weibliche Figur farbig gestaltete Akt- und Porträtzeichnungen auf Papier. Die Künstlerin suchte verstärkt die Verbindung von Figur und Stofflichkeit – eine Symbiose, die sie bereits in ihrem Textilstudium interessierte und umsetzte.

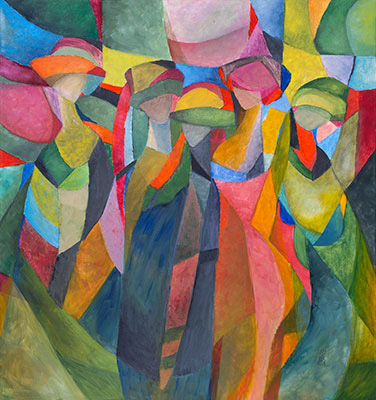
Frauengruppe, frühe 90er-Jahre, Ölfarben auf Leinwand, 80,0 × 85,0 cm

So entstanden Anfang der 60er-Jahre erste Werke mit von der Farbfeldmalerei beeinflussten Mustern. Homogen gefüllte Farbfelder werden nebeneinander angeordnet, wobei die Harmonie sowie Gegenüberstellung und Begrenzung von Farbe als Leitfaden ihrer Malerei gelten. Der Bildaufbau mit Farbfeldern beschäftigte die Künstlerin nachhaltig und wird immer wieder bis in die 1990er-Jahre aufgegriffen. In ihren Kompositionen spielen Farbe und Fläche eine entscheidende Rolle, wobei die Ausführungen und Motive sich unterschiedlich formulieren. Während die Farbfelder in frühen Arbeiten abstrakt gestaltet sind, modellieren sich in den späteren Malereien figurative Formen heraus. Bezug nehmend auf die Modearbeiten aus den frühen 50er-Jahren kehrt das Motiv der Figur, zumeist weibliche Formen, in die Malerei von Radener-Blaschke zurück. In den 1990er-Jahren entstanden die sogenannten Figurinen in unterschiedlichen Variationen.

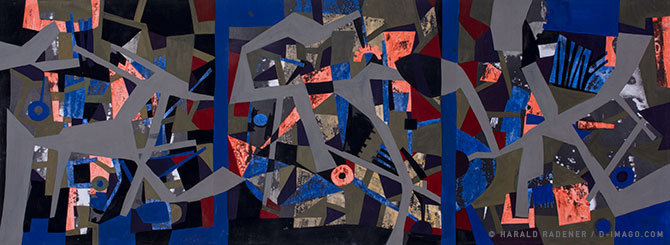
Studie zu der Ausführung in der Metallgewerbl. Berufsschule in Düsseldorf, Tempera auf Pappe, 91,5 × 33,5 cm

### Kunst am Bau
In Verbindung mit der Initiative der 1960er- und 1970er-Jahre, Kunst aus dem Museum zu befreien, bot Kunst am Bau für die Künstler eine neu gewonnene Ausstellungsfläche ihrer Kunstwerke. Radener-Blaschke wurde ab den 60er-Jahren mit zahlreichen, groß angelegten Kunst am Bau-Projekten beauftragt, von denen einige noch heute zu besichtigen sind. In den Wandarbeiten griff sie auch auf frühere Formen zurück. Wie in den Textilbildern aus den 1950er-Jahren tritt das Ornament in den Vordergrund. Dabei bleibt die monochrome Fläche weiterhin Bestandteil der Ausführungen. Ein Überlappen von gezielt gesetzten Farbpatches führt zu einer für sie neugewonnenen Tiefenwirkung.

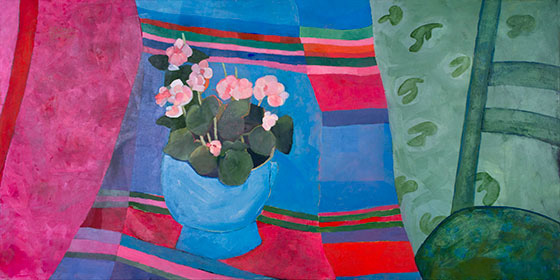
Stillleben, frühe 90er-Jahre, Öl auf Leinwand, 130,0 × 65,0 cm

### Spätwerk
Die Wandarbeiten haben einen starken Einfluss auf die in den 80er-Jahren geschaffenen Textilbilder, in denen sie verschiedenfarbige Stoffe neben- und übereinander mit Garn stickte und fixierte, welches wiederum in unterschiedlicher Farbigkeit als Gestaltungsmittel diente. Auch hier erwachsen in späteren Textilbildern aus den abstrakten Formen Landschaften und Figuren. Die Textilelemente erhalten zunehmend Muster wie Streifen, Blumen und Verzierungen. Die Stofflichkeit und das Ornament bleiben bis zu ihrem Tod im Jahr 2015 ein fester Bestandteil ihrer Malerei. Interieuransichten, Stillleben und Porträts entstehen, die von einer üppig gemalten Stofflandschaft umrahmt werden. Hervorstechend ist die Farbigkeit, die Liebe zur Fläche und zur Ornamentik, die sie vom Umgang mit Stoffen kennt.

## Ausstellungen

### Einzelausstellungen
- 1970: Helga Radener Blaschke – Malerei, Orangerie des Schlosses Benrath, Düsseldorf
- 1970: Ausstellung im Haus Neumann, Benrather Schlossufer, Düsseldorf
- 2016: Ausstellung in der Galerie Petra Nostheide-Eÿcke, Düsseldorf[1]

### Gruppenausstellungen
- 1961: Große Düsseldorfer Kunstausstellung im Museum Kunstpalast, Düsseldorf
- 1976: Nachbarschaft in der Kunsthalle Düsseldorf, Düsseldorf
- 1981: Ausstellung bei Düsseldorfer Künstlerinnen e. V., Düsseldorf
- 1981: Jahresausstellung Düsseldorfer Künstler (Arbeitsgemeinschaft Düsseldorfer Künstlervereinigungen)
- 1986: Ausstellung „75 Jahre Verein Düsseldorfer Künstlerinnen e. V.“, Düsseldorf
- 1970/1980er-Jahre – Diverse Ausstellungen „Kleines Format“ im Künstlerverein Malkasten sowie im „Benrather Kulturkreis e. V.“, Düsseldorf

## Preise
- 1952: 1. Preis eines Wettbewerbs der Kunstakademie Düsseldorf für den Karstadt-Konzern, Essen
- 1978: 2. Preis beim Wettbewerb „Künstler sehen Düsseldorf“, ausgerichtet vom Künstlerverein „Malkasten“ und dem Juwelier René Kern, Königsallee, Düsseldorf

## Werke

### Modeillustrationen
- Fachzeitschriften Textilmitteilungen / Der Herr, Gisbert Hennessen Verlag, Düsseldorf

### Kunst am Bau
- 1952: Karstadt Warenhaus Düsseldorf (Wandgemälde im Restaurant)
- 1963: Karstadt Warenhaus Hamburg Altona (Wandplastik)
- 1967: Fußgängertunnel Mannesmannufer / Kniebrücke in Düsseldorf (Gestaltung mit hintergrundbeleuchteten farbigen Glasbausteinen)
- 1967: Fußgängertunnel Hofgarten / Königsallee Düsseldorf (Gestaltung mit hintergrundbeleuchteten farbigen Glasbausteinen)
- 1968: Metallgewerbliche Berufsschule II, Auf’m Hennekamp / Redinghovenstraße (Wandgestaltung auf Beton im Foyer)
- 1968: Schwesterhochhäuser der Uni Kliniken Düsseldorf (Flurgestaltung / Deckengemälde auf mehreren Etagen)
- 1970: Marien-Hospital Düsseldorf (in jedem Stockwerk farblich unterschiedliche Wandgestaltung der Foyers)
- 1970: Krankenhauskapelle Düsseldorf-Gerresheim (Wandgestaltung im Altarraum)
- 1970:  Städt. Klärwerk Süd, Düsseldorf (Wandgestaltungen)
- 1971:  Dankeskirche Düsseldorf-Benrath (Wandgemälde im Vestibül)
- 1972:  Schule Düsseldorf-Vennhausen, Wandgestaltung (nähere Angaben noch ausstehend)